# Peter Collins
Peter John Collins (Kidderminster, Worcestershire; 6 de noviembre de 1931-Bonn, Alemania; 3 de agosto de 1958) fue un piloto de automovilismo británico. Participó en 33 Grandes Premios de Fórmula 1. Ganó 3 carreras obtuvo 9 podios, y sumó un total de 47 puntos de campeonato. En competencias de autos deportivos, con la escudería alemana Mercedes Benz, ganó conduciendo un Mercedez Benz 300 SLR junto a Stirling Moss, la carrera de Targa Florio de 1955. También, ganó junto a su coconductor el estadounidense Phil Hill en 1958, las 12 Horas de Sebring con un Ferrari 250 TR 58, de la escudería italiana.
En 1956 mostró un gesto de caballerosidad al ceder en su última carrera su Ferrari a Juan Manuel Fangio para que ganase el campeonato, a pesar de que Collins también tenía opciones. Sus palabras fueron: "Siga usted, maestro, yo tendré tiempo para ganar otros campeonatos en el futuro".
Consiguió su primera victoria de Fórmula 1 en el Gran Premio de Bélgica de 1956. a los mandos de un Ferrari. En 1958 era el favorito en las apuestas como futuro campeón. Murió el 3 de agosto de 1958 en el Gran Premio de Alemania de ese año que se disputó en el difícil y peligroso trazado de Nordschleife, al final el mundial lo ganó su compañero de equipo Mike Hawthorn, el cual moriría en un accidente de carretera en 1959. Ese mismo año, dos competencias antes, su también compañero de equipo Luigi Musso tenía el mismo destino final, al morir en un trágico accidente en Reims, durante el Gran Premio de Francia de 1958.

## Resultados

### Fórmula 1
(Clave) (negrita indica pole position) (cursiva indica vuelta rápida)

| Año     | Escudería                 | 1       | 2       | 3       | 4       | 5       | 6       | 7       | 8       | 9       | 10  | 11  | Pos. | Puntos |
| ------- | ------------------------- | ------- | ------- | ------- | ------- | ------- | ------- | ------- | ------- | ------- | --- | --- | ---- | ------ |
| 1952    | HW Motors                 | SUI Ret | 500     | BEL Ret | FRA 6   | GBR Ret | GER DNS | NED     | ITA DNQ |         |     |     | NC   | 0      |
| 1953    | HW Motors                 | ARG     | 500     | NED 8   | BEL Ret | FRA 13  | GBR Ret | GER     | SUI     | ITA     |     |     | NC   | 0      |
| 1954    | Vandervell Products       | ARG     | 500     | BEL     | FRA     | GBR Ret | GER     | SUI     | ITA 7   | ESP DNS |     |     | NC   | 0      |
| 1955    | Officine Alfieri Maserati | ARG     | MON     | 500     | BEL     | NED     | GBR Ret | ITA Ret |         |         |     |     | NC   | 0      |
| 1956    | Scuderia Ferrari          | ARG Ret | MON 2‡  | 500     | BEL 1   | FRA 1   | GBR 2‡  | GER Ret | ITA 2‡  |         |     |     | 3.º  | 25     |
| 1957    | Scuderia Ferrari          | ARG 6‡  | MON Ret | 500     | FRA 3   | GBR 4‡  | GER 3   | PES     | ITA Ret |         |     |     | 9.º  | 8      |
| 1958    | Scuderia Ferrari          | ARG Ret | MON 3   | NED Ret | 500     | BEL Ret | FRA 5   | GBR 1   | GER Ret | POR     | ITA | MAR | 5.º  | 14     |
| Fuente: |                           |         |         |         |         |         |         |         |         |         |     |     |      |        |